# Walther Pfitzner
Gottfried Franz Walther Pfitzner (* 17. Mai 1882 in Leipzig; † 4. Juli 1956 in Minneapolis) war ein deutsch-amerikanischer Pianist, Dirigent, Komponist und Musikpädagoge. 

## Leben
Walther Pfitzner kam als Sohn des Violinisten Oskar Pfitzner (1854–1924) und dessen Ehefrau Olga Walther (1861–1940) in Leipzig zur Welt. Er entstammte einer weit verzweigten Musikerfamilie, die auf seinen Großvater Gottfried Pfitzner, Stadtmusikdirektor in Frohburg, zurückgeht. Der Komponist Hans Pfitzner war sein Vetter (Sohn von Oskar Pfitzners Halbbruder Robert Pfitzner).
Walther Pfitzner wuchs seit 1894 in Bremen auf, wo sein Vater als Konzertmeister der Abonnements-Konzerte wirkte. 1896 trat er dort zum ersten Mal öffentlich als Pianist auf und spielte Beethovens Klavierkonzert Nr. 3. Nach Abschluss seiner Gymnasialausbildung trat er 1901 ins Leipziger Konservatorium ein, wo er bis 1905 bei Arthur Nikisch, Alfred Reisenauer, Georg Schumann, Karl Panzner, Stephan Krehl und Paul Homeyer studierte.
Zwischen 1905 und 1911 wirkte er als Opernkapellmeister in Teplitz, Bautzen, Bremen und Kiel. Seit 1911 lebte er als Pianist und Dirigent in Berlin. 1915 siedelte er in die Vereinigten Staaten über und erhielt eine Professur für Klavier am Bethany College in Lindsborg, wo er auch die Leitung der Bethany Musical Art Society übernahm. 1918 war er am Konservatorium in Spearfish tätig. In den 1920er und 1930er Jahren lebte er in Aberdeen, South Dakota. 1937 zog er nach Minneapolis und wurde als Klavierprofessor an die Hamline University im benachbarten Saint Paul berufen.
Walther Pfitzner war seit dem 10. Juni 1912 mit der Sängerin Ada Saecker (1881–1956; Künstlername: Ada Saverni) verheiratet und hatte mit ihr zwei Töchter:
1. Suzanne (1914–1999)
2. Ingwelde (1919–2017), Violinistin und Bratschistin; ⚭ 1946 David Jacob Zeff (1920–2019), Violinist und Dirigent

## Werke
- Drei Lieder op. 1
- Symphonische Phantasie für großes Orchester op. 2
- Zwei Intermezzi für Violoncello und Orchester op. 3
- Vier Lieder op. 4
- Vier Lieder op. 5
- Summer Night für Klavier (1923)
- Petite valse coquette für Klavier (1923)